# 安曇野市立堀金中学校
安曇野市立堀金中学校（あづみのしりつ ほりがねちゅうがっこう）は長野県安曇野市堀金烏川にある中学校。

## 設置者
- 安曇野市

## 所在地
- 長野県安曇野市堀金烏川2126番地1

## 通学区域
- 安曇野市のうち堀金地域
- 堀金中学校の学区は堀金小学校と同じ学区である。

## 沿革
- 1947年（昭和22年） - 学制改革により烏川三田村学校組合立堀金中学校を設置[1]。
- 1955年（昭和30年） - 烏川村・三田村が合併し堀金村が発足したことに伴い、堀金村立堀金中学校に改称。
- 2005年（平成17年） - 南安曇郡豊科町・穂高町・三郷村・堀金村と東筑摩郡明科町が合併し安曇野市が発足したことに伴い、安曇野市立堀金中学校に改称。

## 校歌
- 作詞：臼井吉見
- 作曲：芥川也寸志

1953年に制定された。

## 部活動
運動部
- 陸上部
- 男子バスケットボール部
- 女子バスケットボール部
- 女子ソフトテニス部
- 女子バレーボール部
- 卓球部
- 剣道部
- 野球部

文化部
- 吹奏楽部
- 美術部

## 著名な出身者
- 太田寛（安曇野市長、元長野県副知事）